# Nilton Mendes
Nilton Mendes Pereira (* 7. Januar 1976 in Brasilien; † 18. September 2006 in Kasachstan) war ein brasilianischer Fußballspieler. Er spielte auf der Position eines Mittelstürmers.
Mendes wurde 1998 aus dem Nachwuchsbereich des AA Internacional (Limeira) entlassen, nachdem er hier für den Sprung in den Profikader nicht vorgesehen war. Im selben Jahr noch wurde nach Russland zu Schemtschuschina Sotschi vermittelt. Ein Jahr später ging er nach Kasachstan zu Irtysch Pawlodar. Mit dem Klub konnte er in seiner ersten Saison Meister werden. 2002 ging er zu Zhenis Astana, mit welchem er den Pokal gewinnen konnte. Danach folgten ein Wechsel zu Schachtjor Qaraghandy 2004 und die Rückkehr zu Astana für 2005.
2006 ging er wieder zu Qaraghandy. Hier verstarb er am 18. September 2006 infolge eine Herzinfarktes. Nachdem Mendes während des Trainings über Schmerzen in der Brust geklagt hatte, wurde ein Notarzt gerufen. Er wurde noch in ein Krankenhaus gebracht, konnte aber nicht mehr gerettet werden.

## Erfolge
Irtysh Pavlodar 
- Kasachischer Meister: 1999
- Kasachischer Bronzemedaillengewinner: 2000

Astana-1964
- Kasachischer Bronzemedaillengewinner: 2003
- Kasachischer Pokalsieger: 2002, 2005

Persönliche Erfolge
- Toptorschütze bei der Premjer-Liga (2000) mit 21 Treffern